# Жак Лекок
Жак Лекок (фр. Jacques Lecoq; Париз, 15. децембар 1921 — Париз, 19. јануар 1999) био је француски глумац, режисер, кореограф и педагог.
Жак Лекок је познат као једини значајни двадесетовековни инструктор покрета и позоришни педагог са професионалним спортским искуством. Као тинејџер, Лекок се бавио разним спортовима, међу којима су и пливање и гимнастика. Он је почео да изучава позориште и пантомиму преко интересовања за спорт. Почео је да вежба гимнастику са седамнаест година. Вежбајући на разбоју и вратилу, почео је да сагледава и схвата геометрију покрета. Лекок је описао покрет тела кроз ваздух потпуно апстрактним. Он је схватио ритмове атлетике као врсту физичке поезије која је на њега значајно утицала.

## Стил Лекока
Лекок је на обукама усмеравао глумце да буду храбри да истражују неке нове облике који су боље прилагођени. Важан део његовог истраживачког рада је био посвећен маскама, посебно неутралним. Лекок је давао предност телесним гестовима вербалног истраживања. Његов стил је био у циљу постизања веће интеракције са публиком, веће коришћење сценског простора и физичке акције преко речи. Његова методологија је била подстицај за отварање многих школа широм света.

## Публикације
- (1987)
- (1998)